# ED74
ED 74 — электропоезд постоянного тока производства компании Pesa Bydgoszcz. Выпускается по заказу польских государственных железных дорог.

## История
В 2006 году с Pesa Bydgoszcz был заключён контракт на строительство одиннадцати поездов, прототипом которых стал поезд ED 59. Финансирование этого проекта было поддержано Европейским фондом регионального развития.

## Строение
Поезд состоит из четырёх вагонов, оборудованных пневматической подвеской. Двери выполнены с возможностью выхода на платформы от 300 до 1000 мм, на более низких платформах выступают ступени для облегчения выхода пассажиров. Диаметр колёс составляет 850 мм. Поезд может работать по системе многих единиц, допускается сцепления до трёх единиц подвижного состава в один поезд.